# Hrachovište
Hrachovište is een Slowaakse gemeente in de regio Trenčín, en maakt deel uit van het district Nové Mesto nad Váhom.
Hrachovište telt 735 inwoners.